# Bojána
A Bojána női név a Boján női párja, jelentése harc, küzdelem.

## Gyakorisága
Az újszülötteknek adott nevek körében az 1990-es években szórványosan fordult elő. A 2000-es és a 2010-es években sem szerepelt a 100 leggyakrabban adott női név között.
A teljes népességre vonatkozóan a Bojána sem a 2000-es, sem a 2010-es években nem szerepelt a 100 leggyakrabban viselt női név között.

## Névnapok
- április 24.[2]

## Híres Bojánák
- Bojana Popović, montenegrói kézilabdázó
- Radulovics Bojana, válogatott kézilabdázó
- Bojana Jovanovski, szerb teniszező
- Bojana Novakovic, szerb–ausztrál színésznő
- Bojana Atanasovska, macedón énekes, dalszövegíró
- Bojana Bobusic, szerb–ausztrál teniszező
- Bojana Panić, szerb modell, színésznő
- Bojana Ordinačev, szerb modell, színésznő